# Temporada da NHL de 1978–79
A temporada da NHL de 1978–79 foi a 62.ª temporada da National Hockey League (NHL). Dezessete times jogaram 80 jogos.
O Montreal Canadiens bateu o New York Rangers nas finais da Copa Stanley por 4 a 1, para conquistar sua quarta Copa seguida. Essa foi a última vez até hoje em que duas equipes dos "Seis Originais" se enfrentaram na final.

## Negócios da liga
A liga viu a primeira redução no número de times desde que o Brooklyn Americans faliu após 1941–42. Com medo da possível falência de duas equipes, a liga aprovou a fusão das franquias Cleveland Barons e Minnesota North Stars, instáveis financeiramente, reduzindo o número de times para dezessete, com os North Stars assumindo o lugar dos Barons na Divisão Adams. 
Esta redução seria apenas temporária, todavia, já que a World Hockey Association iria falir ao fim desta temporada, com quatro de seus oito times, Edmonton Oilers, Quebec Nordiques, Winnipeg Jets e Hartford Whalers, juntando-se à NHL como franquias de expansão na temporada de 1979–80.
Pela primeira vez desde o surgimento do Jogo das Estrelas, ele não foi disputado. Em seu lugar esteve a 1979 Challenge Cup, que viu jogadores da União Soviética visitar a América do Norte para jogar contra os atletas da NHL. Os soviéticos ganharam a série por dois jogos a um.
Esta foi a última vez até a greve de 2004-05 que o St. Louis Blues ficou fora dos playoffs.

## Temporada regular
Nas três temporadas anteriores, o Montreal Canadiens havia dominado a temporada regular, mas os tempos estavam mudando. O New York Islanders teve uma melhora consistente nas temporadas anteriores e nesta terminou à frente dos Canadiens por um ponto, com o melhor desempenho na liga.

### Classificação final
Nota: J = Partidas jogadas, V = Vitórias, D = Derrotas, E = Empates, Pts = Pontos, GP = Gols pró, GC = Gols contra, PEM=Penalizações em minutos

Times que se classificaram aos playoffs estão destacados em negrito

#### Conferência Príncipe de Gales
| Divisão Adams         | J  | V  | D  | E  | Pts | GP  | GC  | PEM  |
| --------------------- | -- | -- | -- | -- | --- | --- | --- | ---- |
| Boston Bruins         | 80 | 43 | 23 | 14 | 100 | 316 | 270 | 1222 |
| Buffalo Sabres        | 80 | 36 | 28 | 16 | 88  | 280 | 263 | 1026 |
| Toronto Maple Leafs   | 80 | 34 | 33 | 13 | 81  | 267 | 252 | 1440 |
| Minnesota North Stars | 80 | 28 | 40 | 12 | 68  | 257 | 289 | 1102 |

| Divisão Norris      | J  | V  | D  | E  | Pts | GP  | GC  | PEM  |
| ------------------- | -- | -- | -- | -- | --- | --- | --- | ---- |
| Montreal Canadiens  | 80 | 52 | 17 | 11 | 115 | 337 | 204 | 803  |
| Pittsburgh Penguins | 80 | 36 | 31 | 13 | 85  | 281 | 279 | 1039 |
| Los Angeles Kings   | 80 | 34 | 34 | 12 | 80  | 292 | 286 | 1134 |
| Washington Capitals | 80 | 24 | 41 | 15 | 63  | 273 | 338 | 1312 |
| Detroit Red Wings   | 80 | 23 | 41 | 16 | 62  | 252 | 295 | 1359 |

#### Conferência Clarence Campbell
| Divisão Patrick     | J  | V  | D  | E  | Pts | GP  | GC  | PEM  |
| ------------------- | -- | -- | -- | -- | --- | --- | --- | ---- |
| New York Islanders  | 80 | 51 | 15 | 14 | 116 | 358 | 214 | 1077 |
| Philadelphia Flyers | 80 | 40 | 25 | 15 | 95  | 281 | 248 | 1548 |
| New York Rangers    | 80 | 40 | 29 | 11 | 91  | 316 | 292 | 1214 |
| Atlanta Flames      | 80 | 41 | 31 | 8  | 90  | 327 | 280 | 1158 |

| Divisão Smythe      | J  | V  | D  | E  | Pts | GP  | GC  | PEM  |
| ------------------- | -- | -- | -- | -- | --- | --- | --- | ---- |
| Chicago Black Hawks | 80 | 29 | 36 | 15 | 73  | 244 | 277 | 1254 |
| Vancouver Canucks   | 80 | 25 | 42 | 13 | 63  | 217 | 291 | 1134 |
| St. Louis Blues     | 80 | 18 | 50 | 12 | 48  | 249 | 348 | 1055 |
| Colorado Rockies    | 80 | 15 | 53 | 12 | 42  | 210 | 331 | 838  |

### Artilheiros
J = Partidas jogadas, G = Gols, A = Assistências, Pts = Pontos, PEM = Penalizações em minutos
| Jogador        | Time               | J  | G  | A  | Pts | PEM |
| -------------- | ------------------ | -- | -- | -- | --- | --- |
| Bryan Trottier | New York Islanders | 76 | 47 | 87 | 134 | 50  |
| Marcel Dionne  | Los Angeles Kings  | 80 | 59 | 71 | 130 | 30  |
| Guy Lafleur    | Montreal Canadiens | 80 | 52 | 77 | 129 | 28  |
| Mike Bossy     | New York Islanders | 80 | 69 | 57 | 126 | 25  |
| Bob MacMillan  | Atlanta Flames     | 79 | 37 | 71 | 108 | 14  |
| Guy Chouinard  | Atlanta Flames     | 80 | 50 | 57 | 107 | 14  |
| Denis Potvin   | New York Islanders | 73 | 31 | 70 | 101 | 58  |
| Bernie Federko | St. Louis Blues    | 74 | 31 | 64 | 95  | 14  |
| Dave Taylor    | Los Angeles Kings  | 78 | 43 | 48 | 91  | 124 |
| Clark Gillies  | New York Islanders | 75 | 35 | 56 | 91  | 68  |

### Goleiros líderes
J = Partidas jogadas, MJ=Minutos jogados, GC = Gols contra, TG = Tiros ao gol, MGC = Média de gols contra, V = Vitórias, D = Derrotas, E = Empates, SO = Shutouts
| Player          | Team                | J  | MJ   | GC  | MGC  | V  | D  | E  | SO |
| --------------- | ------------------- | -- | ---- | --- | ---- | -- | -- | -- | -- |
| Ken Dryden      | Montreal Canadiens  | 47 | 2814 | 108 | 2,30 | 30 | 10 | 7  | 5  |
| Chico Resch     | N.Y. Islanders      | 43 | 2539 | 106 | 2,50 | 26 | 7  | 10 | 2  |
| Bernie Parent   | Philadelphia Flyers | 36 | 1979 | 89  | 2,70 | 16 | 12 | 7  | 4  |
| Michel Larocque | Montreal Canadiens  | 34 | 1986 | 94  | 2,84 | 22 | 7  | 4  | 3  |
| Billy Smith     | N.Y. Islanders      | 40 | 2261 | 108 | 2,87 | 25 | 8  | 4  | 1  |
| Mike Palmateer  | Toronto Maple Leafs | 58 | 3396 | 167 | 2,95 | 26 | 21 | 10 | 4  |
| Don Edwards     | Buffalo Sabres      | 54 | 3160 | 159 | 3,02 | 26 | 18 | 9  | 2  |
| Mario Lessard   | L.A. Kings          | 49 | 2860 | 148 | 3,10 | 23 | 15 | 10 | 4  |
| Glenn Hanlon    | Vancouver Canucks   | 31 | 1821 | 94  | 3,10 | 12 | 13 | 5  | 3  |
| Gerry Cheevers  | Boston Bruins       | 43 | 2509 | 132 | 3,16 | 23 | 9  | 10 | 1  |

## Playoffs
Todas as datas em 1979

### Tabela
|  | Fase preliminar | Fase preliminar     | Fase preliminar    |                     |                     | Quartas-de-final    | Quartas-de-final | Quartas-de-final   |   |   | Semifinais         | Semifinais | Semifinais |  |   | Final da Stanley Cup | Final da Stanley Cup | Final da Stanley Cup |
|  |                 |                     |                    |                     |                     |                     |                  |                    |   |   |                    |            |            |  |   |                      |                      |                      |
|  |                 |                     |                    |                     |                     |                     |                  |                    |   |   |                    |            |            |  |   |                      |                      |                      |
|  |                 | 2                   | Montreal Canadiens | 4                   |                     |                     |                  |                    |   |   |                    |            |            |  |   |                      |                      |                      |
|  |                 |                     |                    | 4                   |                     |                     |                  |                    |   |   |                    |            |            |  |   |                      |                      |                      |
|  |                 |                     | 9                  | Toronto Maple Leafs | 0                   |                     |                  |                    |   |   |                    |            |            |  |   |                      |                      |                      |
|  | 6               | Atlanta Flames      | 9                  | Toronto Maple Leafs | 0                   | 0                   |                  |                    |   |   |                    |            |            |  |   |                      |                      |                      |
|  | 6               | Atlanta Flames      |                    |                     |                     | 0                   |                  |                    |   |   |                    |            |            |  |   |                      |                      |                      |
|  | 9               | Toronto Maple Leafs | 2                  |                     |                     |                     |                  |                    |   |   |                    |            |            |  |   |                      |                      |                      |
|  | 9               | Toronto Maple Leafs | 2                  |                     |                     |                     |                  |                    |   | 2 | Montreal Canadiens | 4          |            |  |   |                      |                      |                      |
|  |                 |                     |                    |                     |                     |                     |                  |                    |   | 2 | Montreal Canadiens | 4          |            |  |   |                      |                      |                      |
|  |                 | 3                   | Boston Bruins      | 3                   |                     |                     |                  |                    |   |   |                    |            |            |  |   |                      |                      |                      |
|  |                 | 3                   | Boston Bruins      | 3                   |                     |                     |                  |                    |   |   |                    |            |            |  |   |                      |                      |                      |
|  |                 |                     |                    |                     |                     |                     |                  |                    |   |   |                    |            |            |  |   |                      |                      |                      |
|  |                 |                     |                    |                     |                     |                     |                  |                    |   |   |                    |            |            |  |   |                      |                      |                      |
|  |                 | 3                   | Boston Bruins      | 4                   |                     |                     |                  |                    |   |   |                    |            |            |  |   |                      |                      |                      |
|  |                 |                     |                    | 4                   |                     |                     |                  |                    |   |   |                    |            |            |  |   |                      |                      |                      |
|  |                 |                     | 8                  | Pittsburgh Penguins | 0                   |                     |                  |                    |   |   |                    |            |            |  |   |                      |                      |                      |
|  | 7               | Buffalo Sabres      | 8                  | Pittsburgh Penguins | 0                   | 1                   |                  |                    |   |   |                    |            |            |  |   |                      |                      |                      |
|  | 7               | Buffalo Sabres      |                    |                     |                     | 1                   |                  |                    |   |   |                    |            |            |  |   |                      |                      |                      |
|  | 8               | Pittsburgh Penguins | 2                  |                     |                     |                     |                  |                    |   |   |                    |            |            |  |   |                      |                      |                      |
|  | 8               | Pittsburgh Penguins | 2                  |                     |                     |                     |                  |                    |   |   |                    |            |            |  | 2 | Montreal Canadiens   | 4                    |                      |
|  |                 |                     |                    |                     |                     |                     |                  |                    |   |   |                    |            |            |  | 2 | Montreal Canadiens   | 4                    |                      |
|  |                 | 5                   | New York Rangers   | 1                   |                     |                     |                  |                    |   |   |                    |            |            |  |   |                      |                      |                      |
|  |                 | 5                   | New York Rangers   | 1                   |                     |                     |                  |                    |   |   |                    |            |            |  |   |                      |                      |                      |
|  |                 |                     |                    |                     |                     |                     |                  |                    |   |   |                    |            |            |  |   |                      |                      |                      |
|  |                 |                     |                    |                     |                     |                     |                  |                    |   |   |                    |            |            |  |   |                      |                      |                      |
|  |                 | 1                   | New York Islanders | 4                   |                     |                     |                  |                    |   |   |                    |            |            |  |   |                      |                      |                      |
|  |                 |                     |                    | 4                   |                     |                     |                  |                    |   |   |                    |            |            |  |   |                      |                      |                      |
|  |                 |                     | 11                 | Chicago Black Hawks | 0                   |                     |                  |                    |   |   |                    |            |            |  |   |                      |                      |                      |
|  |                 |                     | 11                 | Chicago Black Hawks | 0                   |                     |                  |                    |   |   |                    |            |            |  |   |                      |                      |                      |
|  |                 |                     |                    |                     |                     |                     |                  |                    |   |   |                    |            |            |  |   |                      |                      |                      |
|  |                 |                     |                    |                     |                     |                     |                  |                    |   |   |                    |            |            |  |   |                      |                      |                      |
|  |                 |                     |                    |                     |                     |                     | 1                | New York Islanders | 2 |   |                    |            |            |  |   |                      |                      |                      |
|  |                 |                     |                    |                     |                     |                     |                  |                    | 2 |   |                    |            |            |  |   |                      |                      |                      |
|  |                 | 5                   | New York Rangers   | 4                   |                     |                     |                  |                    |   |   |                    |            |            |  |   |                      |                      |                      |
|  | 4               | 5                   | New York Rangers   | 4                   | Philadelphia Flyers | 2                   |                  |                    |   |   |                    |            |            |  |   |                      |                      |                      |
|  | 4               |                     |                    |                     | Philadelphia Flyers | 2                   |                  |                    |   |   |                    |            |            |  |   |                      |                      |                      |
|  | 12              | Vancouver Canucks   | 1                  |                     |                     |                     |                  |                    |   |   |                    |            |            |  |   |                      |                      |                      |
|  | 12              | Vancouver Canucks   | 1                  |                     | 4                   | Philadelphia Flyers | 1                |                    |   |   |                    |            |            |  |   |                      |                      |                      |
|  |                 |                     |                    |                     | 4                   | Philadelphia Flyers | 1                |                    |   |   |                    |            |            |  |   |                      |                      |                      |
|  |                 |                     | 5                  | New York Rangers    | 4                   |                     |                  |                    |   |   |                    |            |            |  |   |                      |                      |                      |
|  | 5               | New York Rangers    | 5                  | New York Rangers    | 4                   | 2                   |                  |                    |   |   |                    |            |            |  |   |                      |                      |                      |
|  | 5               | New York Rangers    |                    |                     |                     | 2                   |                  |                    |   |   |                    |            |            |  |   |                      |                      |                      |
|  | 10              | Los Angeles Kings   | 0                  |                     |                     |                     |                  |                    |   |   |                    |            |            |  |   |                      |                      |                      |

### Fase preliminar
Vancouver Canucks vs. Philadelphia Flyers
| Data        | Visitante    | Placar | Mandante     | Placar | Notas |
| ----------- | ------------ | ------ | ------------ | ------ | ----- |
| 10 de abril | Vancouver    | 3      | Philadelphia | 2      |       |
| 12 de abril | Philadelphia | 6      | Vancouver    | 4      |       |
| 14 de abril | Vancouver    | 2      | Philadelphia | 7      |       |

Philadelphia venceu a série melhor-de-três por 2-1.
Los Angeles Kings vs. New York Rangers
| Data        | Visitante   | Placar | Mandante    | Placar | Notas |
| ----------- | ----------- | ------ | ----------- | ------ | ----- |
| 10 de abril | Los Angeles | 1      | New York    | 7      |       |
| 12 de abril | New York    | 2      | Los Angeles | 1      | (OT)  |

NY Rangers venceu a série melhor-de-três por 2-0.
Toronto Maple Leafs vs. Atlanta Flames
| Data        | Visitante | Placar | Mandante | Placar | Notas |
| ----------- | --------- | ------ | -------- | ------ | ----- |
| 10 de abril | Toronto   | 2      | Atlanta  | 1      |       |
| 12 de abril | Atlanta   | 4      | Toronto  | 7      |       |

Toronto venceu a série melhor-de-três por 2-0.
Pittsburgh Penguins vs. Buffalo Sabres
| Data        | Visitante  | Placar | Mandante   | Placar | Notas |
| ----------- | ---------- | ------ | ---------- | ------ | ----- |
| 10 de abril | Pittsburgh | 4      | Buffalo    | 3      |       |
| 12 de abril | Buffalo    | 3      | Pittsburgh | 1      |       |
| 14 de abril | Pittsburgh | 4      | Buffalo    | 3      | (OT)  |

Pittsburgh venceu a série melhor-de-três por 2-1.

### Quartas-de-final
Chicago Black Hawks vs. New York Islanders
| Data        | Visitante | Placar | Mandante | Placar | Notas |
| ----------- | --------- | ------ | -------- | ------ | ----- |
| 16 de abril | Chicago   | 2      | New York | 6      |       |
| 18 de abril | Chicago   | 0      | New York | 1      | (OT)  |
| 20 de abril | New York  | 4      | Chicago  | 0      |       |
| 22 de abril | New York  | 3      | Chicago  | 1      |       |

NY Islanders venceu a série melhor-de-sete por 4-0.
Toronto Maple Leafs vs. Montreal Canadiens
| Data        | Visitante | Placar | Mandante | Placar | Notas |
| ----------- | --------- | ------ | -------- | ------ | ----- |
| 16 de abril | Toronto   | 2      | Montreal | 5      |       |
| 18 de abril | Toronto   | 1      | Montreal | 5      |       |
| 21 de abril | Montreal  | 4      | Toronto  | 3      | (OT)  |
| 22 de abril | Montreal  | 5      | Toronto  | 4      | (OT)  |

Montreal venceu a série melhor-de-sete por 4-0.
Pittsburgh Penguins vs. Boston Bruins
| Data        | Visitante  | Placar | Mandante   | Placar | Notas |
| ----------- | ---------- | ------ | ---------- | ------ | ----- |
| 16 de abril | Pittsburgh | 2      | Boston     | 6      |       |
| 18 de abril | Pittsburgh | 3      | Boston     | 4      |       |
| 21 de abril | Boston     | 2      | Pittsburgh | 1      |       |
| 22 de abril | Boston     | 4      | Pittsburgh | 1      |       |

Boston venceu a série melhor-de-sete por 4-0.
New York Rangers vs. Philadelphia Flyers
| Data        | Visitante    | Placar | Mandante     | Placar | Notas |
| ----------- | ------------ | ------ | ------------ | ------ | ----- |
| 16 de abril | New York     | 2      | Philadelphia | 3      | (OT)  |
| 18 de abril | New York     | 7      | Philadelphia | 1      |       |
| 20 de abril | Philadelphia | 1      | New York     | 5      |       |
| 22 de abril | Philadelphia | 0      | New York     | 6      |       |
| 24 de abril | New York     | 8      | Philadelphia | 3      |       |

NY Rangers venceu a série melhor-de-sete por 4-1.

### Semifinais
New York Rangers vs. New York Islanders
| Data        | Visitante | Placar | Mandante  | Placar | Notas |
| ----------- | --------- | ------ | --------- | ------ | ----- |
| 26 de abril | Rangers   | 4      | Islanders | 1      |       |
| 28 de abril | Rangers   | 3      | Islanders | 4      | (OT)  |
| 1º de maio  | Islanders | 1      | Rangers   | 3      |       |
| 3 de maio   | Islanders | 3      | Rangers   | 2      | (OT)  |
| 5 de maio   | Rangers   | 4      | Islanders | 3      |       |
| 8 de maio   | Islanders | 1      | Rangers   | 2      |       |

NY Rangers venceu a série melhor-de-sete por 4-2.
Boston Bruins vs. Montreal Canadiens
O jogo 7 da semifinal entre Montreal e Boston é, talvez, um dos mais memoráveis na história da NHL. Cerca de um minuto e meio após Rick Middleton, do Boston, marcar com quatro minutos faltando no terceiro período para dar aos Bruins a vantagem por 4–3, o juiz de linha John D'Amico deu uma falta menor por muitos homens no gelo contra os Bruins. Guy Lafleur, do Montreal, marcou em vantagem numérica, enviando o jogo à prorrogação, onde Yvon Lambert deu aos Canadiens a vitória e uma passagem para sua quarta final seguida da Copa Stanley.
| Data        | Visitante | Placar | Mandante | Placar | Notas |
| ----------- | --------- | ------ | -------- | ------ | ----- |
| 26 de abril | Boston    | 2      | Montreal | 4      |       |
| 28 de abril | Boston    | 2      | Montreal | 5      |       |
| 1º de maio  | Montreal  | 1      | Boston   | 2      |       |
| 3 de maio   | Montreal  | 3      | Boston   | 4      | (OT)  |
| 5 de maio   | Boston    | 1      | Montreal | 5      |       |
| 8 de maio   | Montreal  | 2      | Boston   | 5      |       |
| 10 de maio  | Boston    | 4      | Montreal | 5      | (OT)  |

Montreal venceu a série melhor-de-sete por 4-3.

### Final
New York Rangers vs. Montreal Canadiens
Até hoje, foi a última vez em que dois times dos Seis Originais se enfrentaram nas finais.
| Data       | Visitante | Placar | Mandante | Placar | Notas |
| ---------- | --------- | ------ | -------- | ------ | ----- |
| 13 de maio | New York  | 4      | Montreal | 1      |       |
| 15 de maio | New York  | 2      | Montreal | 6      |       |
| 17 de maio | Montreal  | 4      | New York | 1      |       |
| 19 de maio | Montreal  | 4      | New York | 3      | (OT)  |
| 21 de maio | New York  | 1      | Montreal | 4      |       |

Montreal venceu a série melhor-de-sete por 4-1.
Na vez seguinte em que cada um dos times iria às finais da Copa Stanley, eles se sagrariam campeões: os Canadiens em 1986, os Rangers em 1994.

## Prêmios da NHL
| Prêmios de 1978-79 da NHL       | Prêmios de 1978-79 da NHL                        |
| ------------------------------- | ------------------------------------------------ |
| Troféu Príncipe de Gales:       | Montreal Canadiens                               |
| Taça Clarence S. Campbell:      | New York Islanders                               |
| Troféu Art Ross:                | Bryan Trottier, New York Islanders               |
| Troféu Memorial Bill Masterton: | Serge Savard, Montreal Canadiens                 |
| Troféu Memorial Calder:         | Bobby Smith, Minnesota North Stars               |
| Troféu Conn Smythe:             | Bob Gainey, Montreal Canadiens                   |
| Troféu Frank J. Selke:          | Bob Gainey, Montreal Canadiens                   |
| Troféu Memorial Hart:           | Bryan Trottier, New York Islanders               |
| Prêmio Jack Adams:              | Al Arbour, New York Islanders                    |
| Troféu Memorial James Norris:   | Denis Potvin, New York Islanders                 |
| Troféu Memorial Lady Byng:      | Bob MacMillan, Atlanta Flames                    |
| Prêmio Lester B. Pearson:       | Marcel Dionne, Los Angeles Kings                 |
| Prêmio Mais/Menos da NHL:       | Bryan Trottier, New York Islanders               |
| Troféu Vezina:                  | Ken Dryden & Michel Larocque, Montreal Canadiens |
| Troféu Lester Patrick:          | Bobby Orr                                        |

### Seleções da liga
| Primeiro Time                      | Position | Segundo Time                       |
| ---------------------------------- | -------- | ---------------------------------- |
| Ken Dryden, Montreal Canadiens     | G        | Glenn Resch, New York Islanders    |
| Denis Potvin, New York Islanders   | D        | Borje Salming, Toronto Maple Leafs |
| Larry Robinson, Montreal Canadiens | D        | Serge Savard, Montreal Canadiens   |
| Bryan Trottier, New York Islanders | C        | Marcel Dionne, Los Angeles Kings   |
| Guy Lafleur, Montreal Canadiens    | PD       | Mike Bossy, New York Islanders     |
| Clark Gillies, New York Islanders  | PE       | Bill Barber, Philadelphia Flyers   |

## Estreias
Esta é uma lista de jogadores importantes que jogaram seu primeiro jogo na NHL em 1978-79 (listados com seu primeiro time, asterisco marca estreia nos playoffs):
- Brad Marsh, Atlanta Flames
- Reggie Lemelin, Atlanta Flames
- Al Secord, Boston Bruins
- Bobby Smith, Minnesota North Stars
- Steve Payne, Minnesota North Stars
- Rod Langway, Montreal Canadiens
- John Tonelli, New York Islanders
- Anders Hedberg, New York Rangers
- Ulf Nilsson, New York Rangers
- Ken Linseman, Philadelphia Flyers
- Pete Peeters, Philadelphia Flyers
- Greg Millen, Pittsburgh Penguins
- Wayne Babych, St. Louis Blues
- Curt Fraser, Vancouver Canucks
- Thomas Gradin, Vancouver Canucks
- Stan Smyl, Vancouver Canucks
- Brad Smith, Vancouver Canucks
- Ryan Walter, Washington Capitals

## Últimos jogos
Esta é uma lista de jogadores importantes que jogaram seu último jogo na NHL em 1978-79 (listados com seu último time):
- Bobby Orr, Chicago Black Hawks
- Joe Watson, Colorado Rockies
- Danny Grant, Los Angeles Kings
- J. P. Parise, Minnesota North Stars
- Jacques Lemaire, Montreal Canadiens
- Ken Dryden, Montreal Canadiens
- Yvan Cournoyer, Montreal Canadiens
- Ed Westfall, New York Islanders
- Bernie Parent, Philadelphia Flyers
- Garry Monahan, Toronto Maple Leafs
- Pit Martin, Vancouver Canucks